# Danau (Nalo Tantan)
Danau is een bestuurslaag in het regentschap Merangin van de provincie Jambi, Indonesië. Danau telt 1041 inwoners (volkstelling 2010).